# Stumilowy Kras

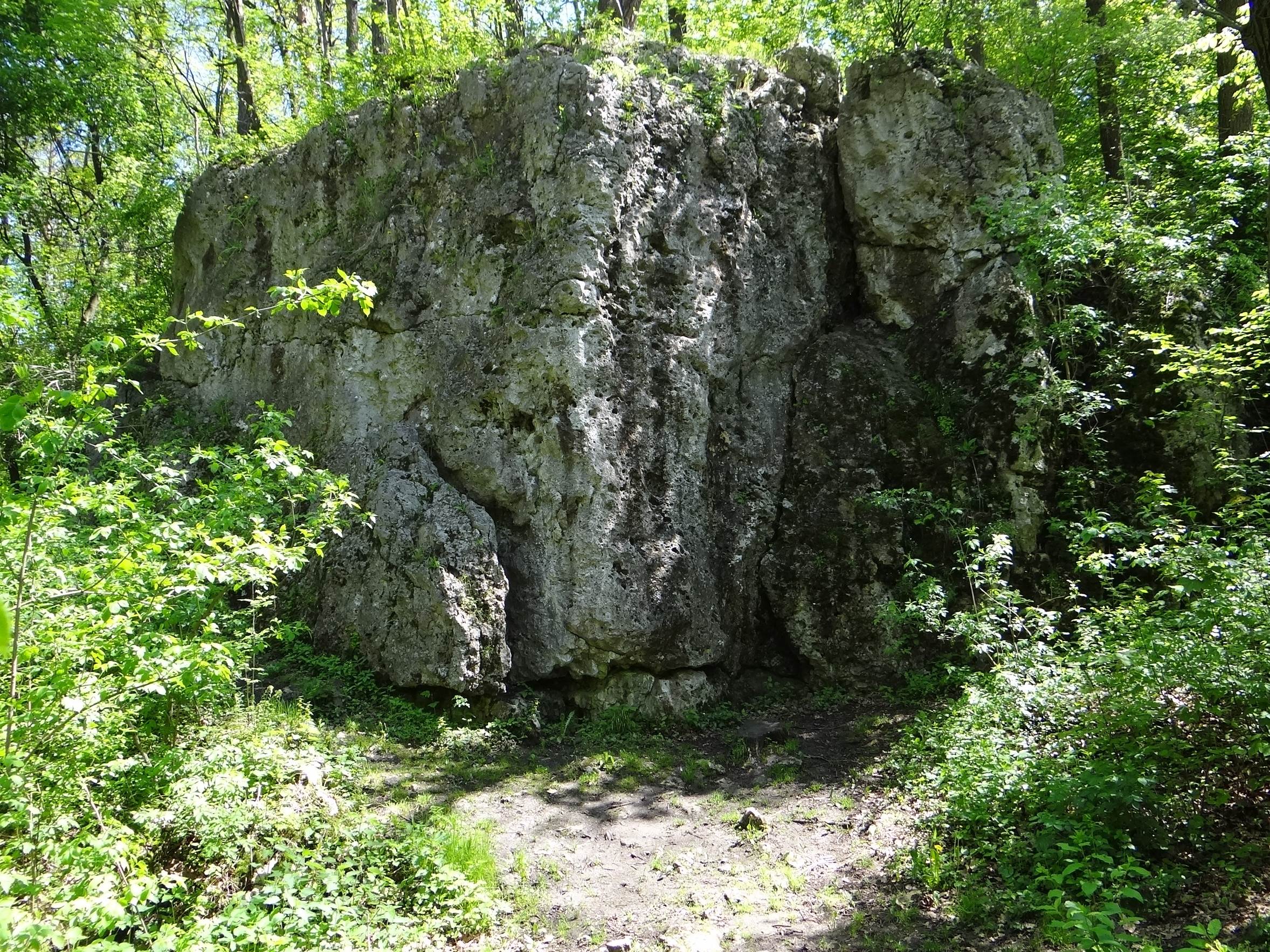

Stumilowy Kras – skała w lewych zboczach Doliny Będkowskiej na Wyżynie Krakowsko-Częstochowskiej. Znajduje się na dnie tej doliny, około 100 m powyżej skały Łabajowej z Jaskinią Łabajową. Administracyjnie znajduje się w granicach wsi Bębło w województwie małopolskim, w powiecie krakowskim, w gminie Wielka Wieś
Skała znajduje się na obrzeżu lasu u południowo-zachodnich podnóży wzniesienia Łabajowa Góra. Jest to niewielka skała wapienna o wysokości do 7 m. Od 2006 r. uprawiana jest na niej wspinaczka skalna. Dzięki dużej ilości dziur i bogatej rzeźbie powierzchni jest łatwa do wspinaczki. Wspinają się na niej głównie dzieci i bardzo początkujący wspinacze. Przeznaczona jest głównie do wspinania na wędkę, ale część dróg jest obita ringami do wspinaczki z asekuracją dolną. Na jej pionowej północnej i północno-zachodniej ścianie jest 11 łatwych dróg wspinaczkowych o trudności od III do III+ w skali trudności Kurtyki. 5 dróg posiada zamontowaną asekurację w postaci 1–3 ringów (r) i dwa ringi zjazdowe (drz), pozostałe tylko ringi zjazdowe (rz).

1. Wilgotny zakątek; drz, III+, 7 m
2. Sowa się chowa; drz, III, 7 m
3. Kangurzyca się zachwyca; drz, III, 7 m
4. Bez liku królików; drz, III, 7 m
5. Krewni; 1r + rz, III, 7 m
6. Znajomi; 1r + rz, III, 7 m
7. Krasula; 4r + rz, III, 7 m
8. Łatka Puchatka; 3r + drz, III, 7 m
9. Gdzie jest maleństwo?; 1r + drz, III, 7 m
10. Tygrysy lubią irysy; drz, III, 7 m
11. Kłapouchy do poduchy; drz, III, 7 m[3].